# 주말 뉴스쇼 (라디오 프로그램)
주말 뉴스쇼는 대한민국의 방송국 기독교방송의 라디오 채널 CBS 표준FM에서 매주 토요일 오전 7시부터 8시 55분까지 방송하는 라디오 프로그램이다.
2019년 3월 9일 CBS 봄 개편으로 종전 이 시간대에 방송됐던 "변상욱의 이야기쇼"가 폐지되고 새롭게 신설된 프로그램이다.

## 역대 진행자
- 2019년 3월 9일 ~ 2020년 1월 4일 : 이봉규 아나운서
- 2020년 1월 11일 ~ 2020년 3월 21일 : 서연미 아나운서
- 2020년 3월 28일 ~ 2021년 6월 26일 : 김정훈 기자
- 2021년 7월 3일 ~ 2021년 11월 6일 : 김덕기 아나운서
- 2021년 11월 13일 ~ 2022년 3월 19일 : 이강민 아나운서
- 2022년 3월 26일 ~ 2022년 7월 9일 : 채선아 아나운서
- 2022년 7월 16일 ~ 2024년 6월 1일 : 조태임 기자
- 2024년 6월 8일 ~ 2025년 4월 26일 : 이철희 전 청와대 정무수석
- 2025년 5월 3일 ~ 현재 : 손수호 변호사

## 구성
- 1부 - 주간 핫클릭 : 곽우신 오마이뉴스 기자
- 2부 - 굿모닝 월드 : 조윤주 외신캐스터, 경제 돋보기 : 박정호 명지대 교수
- 3부 - 3색 정치토크 : 서정욱 변호사, 박성민 전 민주당 최고위원, 최병천 신성장경제연구소 소장